# Radim Kučera
Radim Kučera (* 1. března 1974, Vigantice) je bývalý český fotbalový obránce a v současné době fotbalový trenér, od konce listopadu 2020 do září 2021 trenér Teplic v nejvyšší české fotbalové soutěži.
Ve své hráčské kariéře prošel angažmá v České republice (resp. Československu) a v Německu.
V anketě Sportovec Kraje Vysočina za rok 2019 získal v kategorii trenér 3. místo.

## Fotbalová kariéra

### Hráčská kariéra
Svoji prvoligovou kariéru zahájil Opavě. Po třech letech v dresu Kaučuku přestoupil do Sigmy Olomouc, kde se postupně vypracoval mezi opory mužstva a stal se kapitánem.
V srpnu 2005 přestoupil do německého týmu Arminia Bielefeld, kde mu další čeští hráči Petr Gabriel a David Kobylík pomohli s adaptací na Bundesligu. První čtyři roky odehrál za Arminii v Bundeslize 102 zápasů, v nichž vstřelil 7 gólů, další sezónu klub sestoupil do druhé Bundesligy, přičemž Kučera hrál v 18 zápasech a dal 1 gól. Celkem má tedy bilanci ze svého jediného zahraničního angažmá 120 zápasů a 8 gólů.
Po pěti letech strávených v Německu se v roce 2010 vrátil do Olomouce. V létě 2012 po zisku Českého poháru s Olomoucí (respektive po skončení ligové sezóny, v níž se Olomouc zachránila v lize, skončila jedenáctá) ukončil ve věku 38 let vrcholovou hráčskou kariéru. Ve fotbalovém prostředí se hodlá nadále pohybovat. Měl nabídku od trenéra Zdeňka Psotky, aby mu šel dělat asistenta do slovenského klubu FK Senica, ale Kučera upřednostnil přání rodiny setrvat na Moravě. Prohlásil, že zůstává u týmu Sigmy Olomouc jako vedoucí mužstva a bude také hrávat rekreačně fotbal za rodné Vigantice.
Přesto, že Kučera patřil mezi nejlepší české obránce, nikdy nehrál za národní tým.

### Trenérská kariéra
Po konci hráčské kariéry přesedlal na trenérskou pozici. Stal se koučem rezervního týmu SK Sigma Olomouc, hrajícího Moravskoslezskou fotbalovou ligu. V červnu 2014 odešel do druholigového SFC Opava, kde zastával post asistenta trenéra Jana Baránka. Po konci sezóny 2014/15 měl dle médií přijmout nabídku taktéž druholigového MFK Frýdek-Místek na pozici hlavního trenéra, ale nakonec se upsal na stejnou pozici 1. SC Znojmo FK. Dne 12.6.2017 byl představen jako hlavní trenér v klubu FC Baník Ostrava. Na konci listopadu 2020 převzal FK Teplice po odvolaném Stanislavu Hejkalovi.